# USS New Jersey (BB-16)
USS New Jersey (BB-16) – amerykański pancernik typu Virginia, pierwszy okręt United States Navy noszący nazwę pochodzącą od stanu New Jersey.
Okręt został zwodowany 10 listopada 1904 w stoczni Fore River Shipbuilding Company. Matką chrzestną była pani William B. Kenney, córka gubernatora stanu New Jersey Franklina Murphy'ego, pierwszym dowódcą został komandor William W. Kimball. Pancernik wszedł do służby 12 maja 1906. 
Początkowe szkolenie załogi okrętu przeprowadzono na Atlantyku i Karaibach. We wrześniu 1906 w Oyster Bay przeglądu jednostki dokonał prezydent Theodore Roosevelt. Od 21 września do 13 października okręt przebywał w Hawanie w ramach chronienia amerykańskiej własności i życia obywateli w czasie kubańskiego powstania. Od 15 kwietnia do 14 maja stał w Hampton Roads reprezentując marynarkę wojenną na wystawie Jamestown Exposition.
16 grudnia 1907 w towarzystwie piętnastu innych pancerników i sześciu niszczycieli opuścił Hampton Roads z załogą ustawioną dookoła burt. 21 dział jednostki wystrzeliło salut z na cześć prezydenta Roosevelta, który obserwował formację z pokładu „Mayflower”. Był to początek rejsu Wielkiej Białej Floty. Sytuacja międzynarodowa skłoniła rząd amerykański do pokazania światu siły marynarki wojennej Stanów Zjednoczonych. Rejs pancerników na zachodnie wybrzeże USA miał pokazać flotę zbudowaną w okresie poprzedzającym wyprawę. Jednym z głównych powodów było zagrożenie strefy wpływów amerykańskich ze strony Japonii. Cała formacja była dowodzona przez kontradmirała Robley'a D. Evansa, a później przez kontradmirała Charlesa S. Sperry'ego; odwiedziła Trynidad i Tobago, zawinęła do Rio de Janeiro, a później okrążyła przylądek Horn. Po zawinięciu do Punta Arenas, Valparaíso i Callao pancerniki wpłynęły do San Francisco. 7 lipca 1908 flota popłynęła na zachód w kierunku Hawajów, Auckland i trzech australijskich portów: Sydney, Melbourne i Albany. W każdym mieście okręty były entuzjastycznie witane, ale najbardziej obawiano się wizyty w Zatoce Tokijskiej, gdzie formacja dotarła 18 października.
Okazało się, że środki ostrożności nie były potrzebne: „New Jersey” i inne okręty zostały bardzo serdecznie i demonstracyjnie powitane. Prezydent, obserwując z satysfakcją reakcje ludzi na okręty, powiedział: „Najbardziej godnym uwagi momentem wyprawy był odbiór floty w Japonii”. (ang. „The most noteworthy incident of the cruise was the reception given to our fleet in Japan”.)
Wielka Biała Flota popłynęła do Xiamenu, później na krótko wróciła do Jokohamy, a później, przed udaniem się w podróż do USA, odbyła ćwiczenia na Filipinach. 1 grudnia wypłynęła w rejs. 4 stycznia 1909 przeszła przez Kanał Sueski i odwiedziła Port Said, Neapol i Villefranche. Z Gibraltaru wyszła 6 lutego. 22 lutego wpłynął do Hampton Roads, gdzie Theodore Roosevelt dokonał przeglądu Floty.
Po wycofaniu ze służby i umieszczeniu w rezerwie w Bostonie (2 maja 1910 do 15 lipca 1911) „New Jersey” prowadził normalną służbę, na którą składały się ćwiczenia i szkolenia na zachodnim Atlantyku i Karaibach, prowadzenie z podchorążymi (ang. midshipmen) United States Naval Academy letnich rejsów szkoleniowych w lecie 1912 i 1913. Jesienią 1913, wraz ze zwiększeniem tarć na linii USA – Meksyk, otrzymał rozkaz udania się na zachodnie Karaiby. 21 kwietnia 1914, będąc częścią sił dowodzonych przez kontradmirała Franka F. Fletchera, po odmowie przeprosin Meksyku za znieważenie amerykańskich jednostek morskich w Tampico, dokonał desantu marynarzy i marines na Veracruz. Amerykanie przejęli miasto i komorę celną i utrzymywali je do momentu zmiany w kursie meksykańskiej polityki. „New Jersey” wypłynął z Veracruz 13 sierpnia, obserwował i raportował o problemach w Santo Domingo i Haiti, 9 października dotarł do Hampton Roads. Po wybuchu w Europie I wojny światowej wrócił do regularnego operowania w rejonie wschodniego wybrzeża USA i na Karaibach.

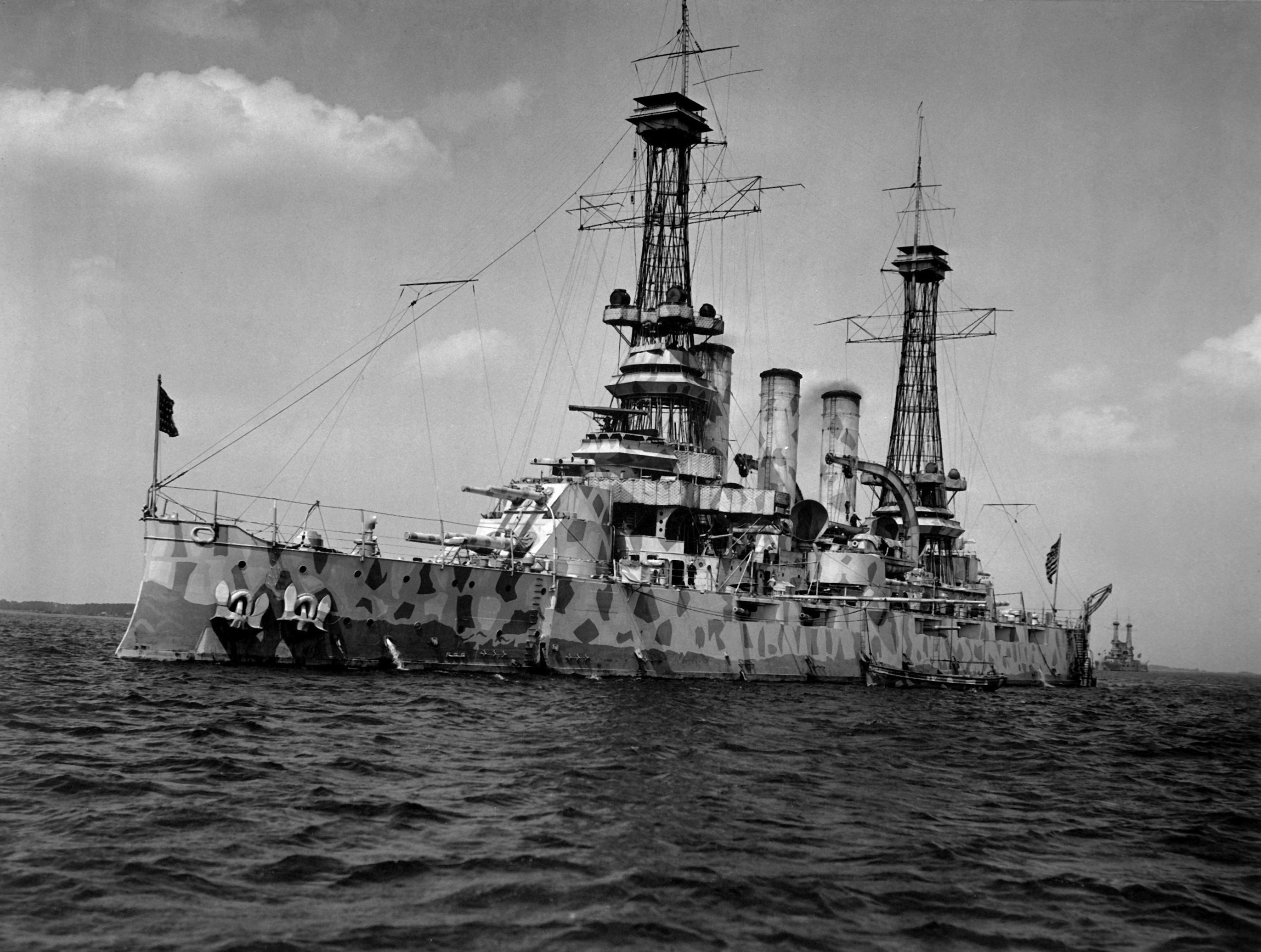
USS „New Jersey”

W czasie I wojny światowej głównym wkładem „New Jersey” w wysiłek wojenny było szkolenie artylerzystów i marynarzy w zatoce Chesapeake. Po podpisaniu rozejmu odbył cztery rejsy do Europy w czasie których przewiózł około 5000 członków armii amerykańskiej ze starego kontynentu do USA. Ostatni rejs zakończył 9 czerwca 1919. 
6 sierpnia 1920 został wycofany ze służby w Boston Naval Shipyard, 5 września 1923 wraz z siostrzanym „Virginia” został zatopiony jako okręt-cel w pobliżu przylądka Hatteras w ramach testów bomb przeprowadzonych przez generała brygady Williama Mitchella.